# Orvin
Orvin är en ort och kommun i distriktet Jura bernois i kantonen Bern, Schweiz. Kommunen har 1 264 invånare (2023).